# Іващенко (Довжанський район)
Іва́щенко — селище в Україні, у Довжанській міській громаді Довжанського району Луганської області. Населення становить 198 осіб.
Знаходиться на тимчасово окупованій території України.

## Географія
Географічні координати: 47°58' пн. ш. 39°32' сх. д. Часовий пояс — UTC+2. Загальна площа села — 34,5 км².
Село розташоване у східній частині Донбасу за 34 км від міста Довжанська. Найближча залізнична станція — Довжанська, за 21 км.

## Історія
Селище утворене 1915 року.
12 червня 2020 року, відповідно до Розпорядження Кабінету Міністрів України № 717-р «Про визначення адміністративних центрів та затвердження територій територіальних громад Луганської області», увійшло до складу Довжанської міської громади.
17 липня 2020 року, в результаті адміністративно-територіальної реформи та ліквідації  колишніх Довжанського (1938—2020) та Сорокинського районів, увійшло до складу новоутвореного Довжанського району.

## Населення

### Мова
Розподіл населення за рідною мовою за даними перепису 2001 року:
| Мова            | Кількість | Відсоток |
| --------------- | --------- | -------- |
| українська      | 145       | 73.23%   |
| російська       | 31        | 15.66%   |
| вірменська      | 2         | 1.01%    |
| інші/не вказали | 20        | 10.10%   |
| Усього          | 198       | 100%     |

За даними перепису 2001 року населення селища становило 198 осіб, з них 73,23 % зазначили рідною мову українську, 15,66 % — російську, а 11,11 % — іншу.

## Соціальна сфера
У селищі працює фельдшерсько-акушерський пункт та клуб.